# Barrio 10 de Febrero
El barrio 10 de Febrero es uno de los barrios que conforman la ciudad de Cabimas en el estado Zulia, Venezuela. Pertenece a la parroquia Germán Ríos Linares.

## Ubicación
Se encuentra entre los sectores Los Hornitos al oeste (Av 33), la calle el Hornito al norte, una laguna al este, y el Barrio Isabelino Palencia al sur (carretera G).

## Zona Residencial
El Barrio 10 de febrero, es una comunidad que surgió en los años 90´s al ser una invasión fue fundada por Ivon Castillo, Alexis Pineda, Deisy Camejo, El chivo, Mamota, teniendo personajes emblemáticos como Cogollo y Chepina Se ubica en la cercanía de la Laguna el Mene, y los hornitos. Aislada de la ciudad es un sector ignorado por los gobernantes. Sus calles son de tierra, la cercanía a la laguna hace que ocasionalmente se inunde como ocurrió en el año 2009.
Un barrio lleno de Brolleras sin sueldos donde Arelys Gutiérrez es la brollera mayor del barrio, tiene el trono

## Transporte
Se puede llegar con las líneas de transporte público de la 32, Hy delicias y bello monte.